# August Koberg
August Koberg (18. srpna 1885 Olomouc – 4. září 1940 Krnov) byl československý politik německé národnosti a meziválečný poslanec Národního shromáždění.

## Biografie
Byl synem zlatníka. Vystudoval národní a měšťanskou školu v Olomouci. Maturoval roku 1904. Po jeden rok byl na praxi u magistrátu a u studentské knihovny v Olomouci. Pak studoval na Vídeňské univerzitě, kde roku 1910 získal titul doktora práv. Téhož roku nastoupil jako policejní komisař do Krnova. Podle údajů k roku 1925 byl přísedícím zemského výboru v Krnově. Profesí byl právníkem.
V parlamentních volbách v roce 1925 získal mandát za Německou nacionální stranu v Národním shromáždění.